# João Oliveira
João Pedro Abreu de Oliveira, noto come João Oliveira (Nyon, 6 gennaio 1996), è un calciatore svizzero di origini portoghesi, attaccante dell'Arka Gdynia.

## Caratteristiche tecniche
È un'ala mancina.

## Carriera

### Club
Cresciuto nelle giovanili del Lucerna, ha esordito il 18 luglio 2015 in occasione del match di campionato pareggiato 2-2 contro il Sion.

### Nazionale
Con la nazionale Under-21 svizzera ha disputato 6 partite di qualificazione per il Campionato europeo di calcio Under-21 2019.

## Statistiche

### Presenze e reti nei club
Statistiche aggiornate all'11 agosto 2018.
| Stagione        | Squadra         | Campionato      | Campionato | Campionato | Coppe nazionali | Coppe nazionali | Coppe nazionali | Coppe continentali | Coppe continentali | Coppe continentali | Altre coppe | Altre coppe | Altre coppe | Totale | Totale | Totale |
| Stagione        | Squadra         | Comp            | Pres       | Reti       | Comp            | Pres            | Reti            | Comp               | Pres               | Reti               | Comp        | Pres        | Reti        | Pres   | Reti   |        |
| --------------- | --------------- | --------------- | ---------- | ---------- | --------------- | --------------- | --------------- | ------------------ | ------------------ | ------------------ | ----------- | ----------- | ----------- | ------ | ------ | ------ |
| 2015-2016       | Lucerna         | ASL             | 16         | 0          | CS              | 0               | 0               |                    | -                  | -                  |             | -           | -           | 16     | 0      |        |
| 2016-2017       | Lucerna         | ASL             | 15         | 2          | CS              | 1               | 0               | UEL                | 1                  | 0                  |             | -           | -           | 17     | 2      |        |
| ago. 2017       | Lucerna         | ASL             | 1          | 0          | CS              | 0               | 0               | UEL                | 1                  | 0                  |             | -           | -           | 2      | 0      |        |
| Totale Lucerna  | Totale Lucerna  | Totale Lucerna  | 32         | 2          |                 | 1               | 0               |                    | 2                  | 0                  |             | -           | -           | 35     | 2      |        |
| 2017-2018       | Lechia Danzica  | EK              | 19         | 3          | CP              | 0               | 0               |                    | -                  | -                  |             | -           | -           | 19     | 3      |        |
| Totale carriera | Totale carriera | Totale carriera | 54         | 5          |                 | 1               | 0               |                    | 2                  | 0                  |             | -           | -           | 57     | 5      |        |

## Palmarès

### Club

#### Competizioni nazionali
- Challenge League: 1

Losanna: 2019-2020
- Campionato polacco di seconda divisione: 1

Arka Gdynia: 2024-2025